# Eparchia kuźniecka
Eparchia kuźniecka – jedna z eparchii Rosyjskiego Kościoła Prawosławnego, z siedzibą w Kuźniecku. Wchodzi w skład metropolii penzeńskiej. 
Eparchia powstała na mocy decyzji Świętego Synodu Rosyjskiego Kościoła Prawosławnego z 26 lipca 2012 poprzez wydzielenie z eparchii penzeńskiej.

## Biskupi kuźnieccy
- Serafin (Domnin), 2012–2013[2][3].
- Nestor (Lubieranski), 2014–2019[4]
- Nazariusz (Ławrinienko), od 2023[5]